# Cardinale
Pour les articles homonymes, voir Cardinale (homonymie).
Cardinale est une commune italienne de la province de Catanzaro, dans la région Calabre.

## Administration
| Période                                  | Période | Identité | Étiquette | Qualité |
| ---------------------------------------- | ------- | -------- | --------- | ------- |
|                                          |         |          |           |         |
| Les données manquantes sont à compléter. |         |          |           |         |

### Hameaux
Novalba

### Communes limitrophes
Argusto, Brognaturo, Chiaravalle Centrale, Davoli, Gagliato, San Sostene, Satriano, Simbario, Torre di Ruggiero